# Lorraine (ancienne région administrative)
Cet article concerne l'ancienne région administrative. Pour la région culturelle et historique, voir Lorraine. Pour les homonymes, voir Lorraine (homonymie).
1956–2015
Entités précédentes :
- Igamie de Metz

Entités suivantes :
- Grand Est

La région Lorraine est une ancienne région administrative du nord-est de la France, ayant changé plusieurs fois de statut entre sa date de création en 1956 (région de programme) et 1982 (collectivité territoriale). Le 1er janvier 2016, elle a fusionné avec les régions Alsace et Champagne-Ardenne pour former la région Grand Est.
Il s'agissait d'une région française dont la capitale était Metz de 1974 à 2015, ville qui était aussi le siège du conseil régional de Lorraine. Elle regroupait quatre départements : la Meurthe-et-Moselle (54), la Meuse (55), la Moselle (57) et les Vosges (88). Elle couvrait ainsi, à la fin de son existence, 19 arrondissements, 157 cantons et 2 337 communes.
Avec Metz, les principales villes de la région étaient Nancy, Thionville, Épinal et Bar-le-Duc.

## Historique

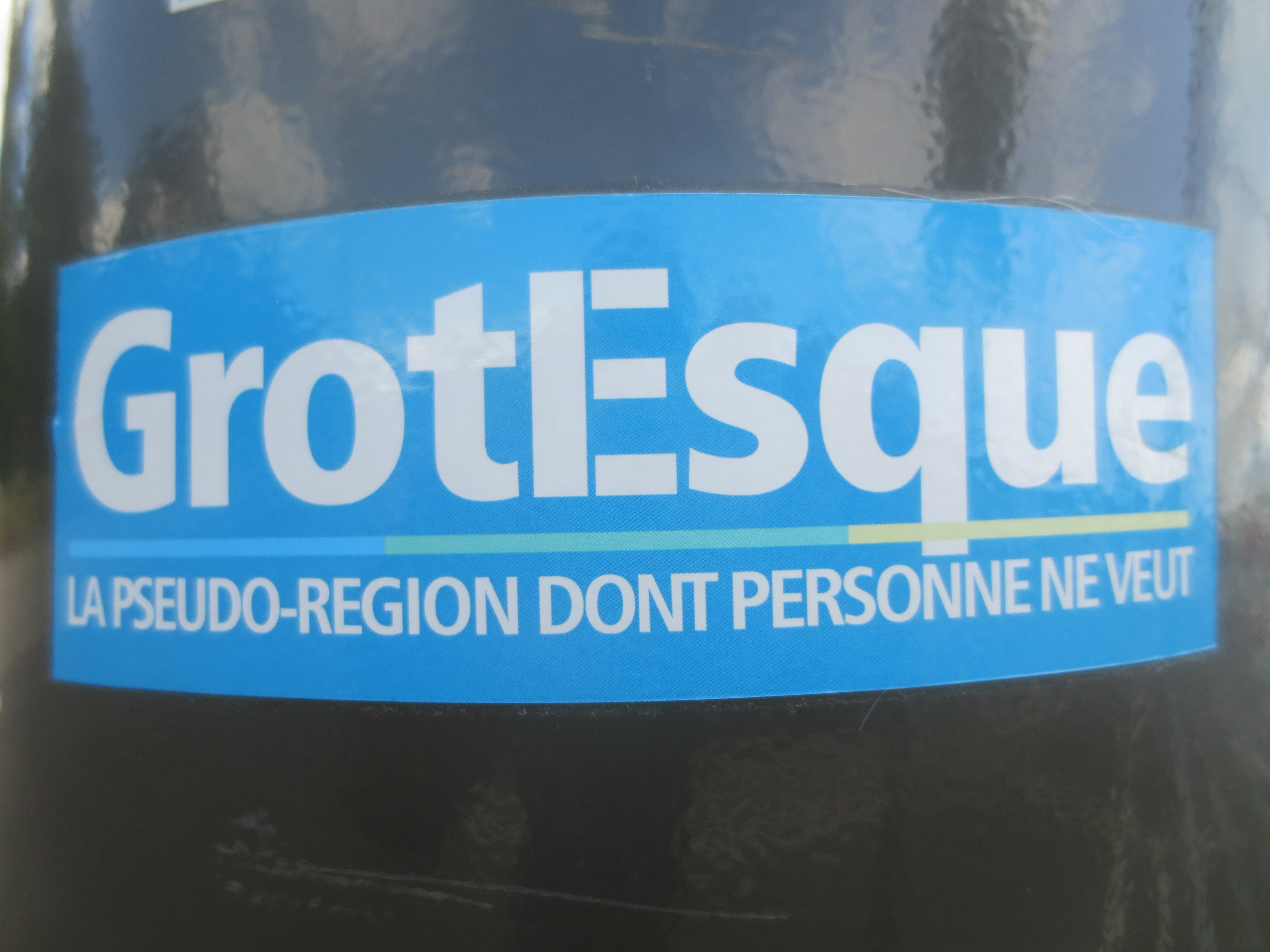
Autocollant montrant l'opposition à la nouvelle région Grand Est.

Entre 1948 et 1964, il existait des grandes régions qui avaient le but de coordonner les préfets départementaux et les régions militaires : les igamies. La « région de programme de Lorraine » est créée en 1956 au sein de l'Igamie de Metz : un regroupement départemental qui était formellement identique à celui du Grand Est.
L'administration régionale a été mise en place en 1964. Les « régions de programme » puis « circonscriptions d'action régionale », embryons des futures régions, avaient alors à leur tête des « préfets coordonnateurs ».
Après plusieurs débats, le choix définitif de Metz comme préfecture de la région fut entériné en 1974. Les autres communes concurrentes pour l'obtention de ce statut étaient Nancy et Pont-à-Mousson.
En 2014, durant le projet de fusion des régions, des sondages sont réalisés : selon LH2, 81 % des habitants de la Lorraine se déclarent attachés à leur région, une proportion supérieure de 8 points à la moyenne nationale et d'après BVA, 48 % des habitants se déclarent défavorables à la fusion de leur région avec celle de l'Alsace.

## Politique et administration

### Sièges des directions régionales de l'État
Les sièges des différentes directions régionales de l'État étaient répartis entre les villes de Metz, Nancy et Épinal.
Metz avait notamment la préfecture de région, le siège interrégional de la zone de défense, la Direction Régionale des Affaires Culturelles (DRAC) ou encore la Direction Régionale de l'Environnement, de l'Aménagement et du Logement (DREAL).
Nancy avait notamment les sièges de l'Agence Régionale de Santé (ARS), du rectorat de l'académie de Nancy-Metz, de l'INSEE régional ou encore de la Chambre Régionale de Commerce et d'Industrie (CRCI) de Lorraine.
Épinal avait la Chambre Régionale des Comptes (CRC) qui couvrait également la région Champagne-Ardenne.

### Historique des élections
- Élection régionale de 2010 en Lorraine

### Liste des présidents du Conseil régional

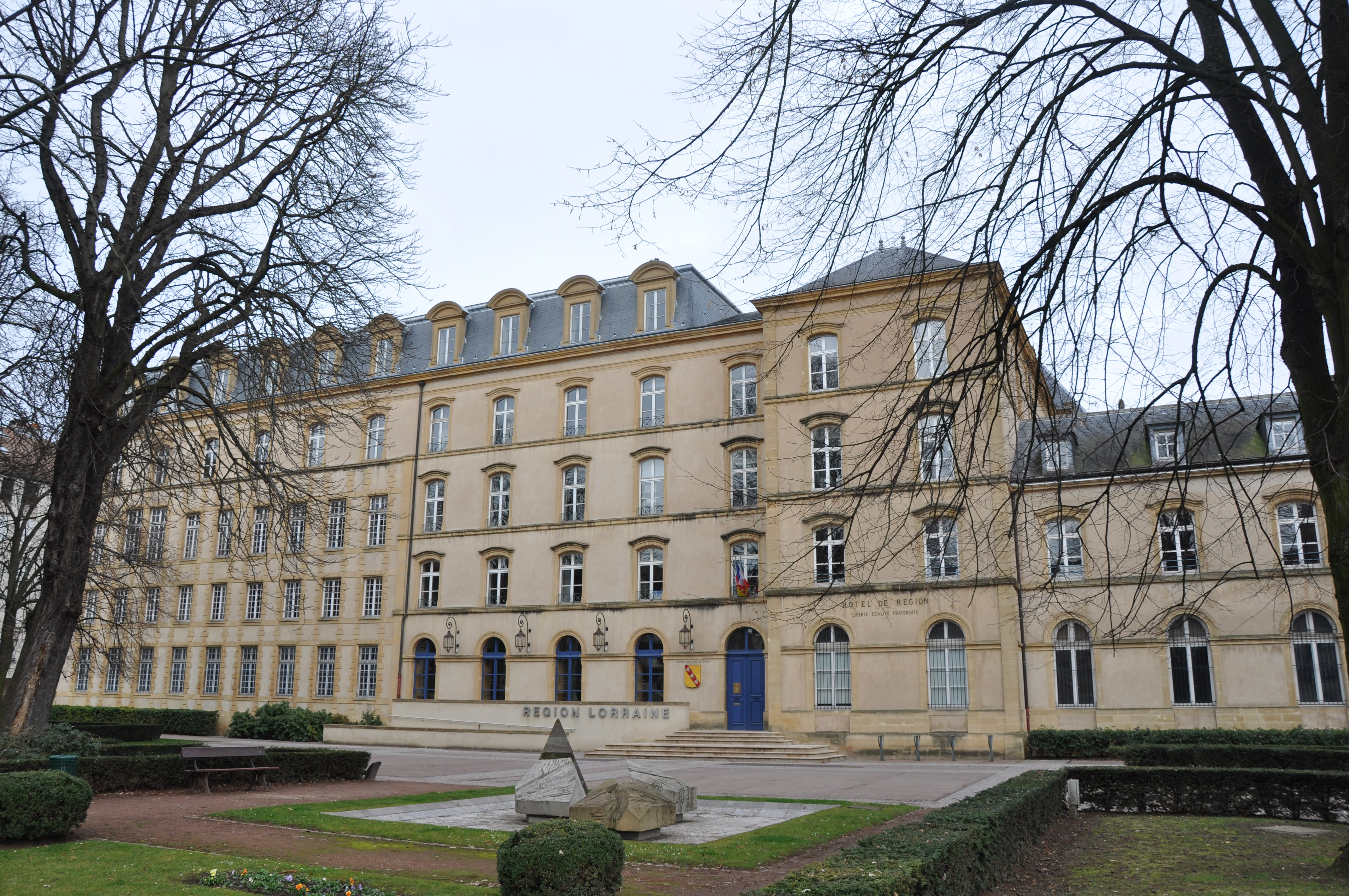
Hôtel de Région.

| Partis | Partis | Président                     | Mandat(s) |
| ------ | ------ | ----------------------------- | --------- |
|        | CNIP   | Jean Vilmain                  | 1974-1976 |
|        | PR     | Jean-Jacques Servan-Schreiber | 1976-1978 |
|        | RPR    | Pierre Messmer                | 1978-1979 |
|        | RPR    | André Madoux                  | 1979-1982 |
|        | DVD    | Jean-Marie Rausch             | 1982-1992 |
|        | UDF    | Gérard Longuet                | 1992-2004 |
|        | PS     | Jean-Pierre Masseret          | 2004-2015 |

### Liste des présidents du Conseil économique, social et environnemental
| Président      | Mandat(s) |
| -------------- | --------- |
| Pierre Dap     | 1986-2001 |
| Roger Cayzelle | 2001-2015 |

### Liste des préfets
| Période | Période | Identité                       | Fonction précédente | Observation |
| ------- | ------- | ------------------------------ | ------------------- | ----------- |
| 1964    | 1967    | Jean Laporte                   |                     |             |
| 1967    | 1968    | Pierre Chaussade               |                     |             |
| 1968    | 1971    | Pierre Dupuch                  |                     |             |
| 1971    | 1976    | Gaston Pontal                  |                     |             |
| 1976    | 1978    | Jean Deleplanque               |                     |             |
| 1978    | 1982    | Jean Brenas                    |                     |             |
| 1982    | 1986    | Henri Gevrey                   |                     |             |
| 1986    | 1989    | Claude Bussière                |                     |             |
| 1989    | 1993    | Mahdi Hacène                   |                     |             |
| 1993    | 1993    | Georges Peyronne               |                     |             |
| 1993    | 1996    | Roger Benmebarek               |                     |             |
| 1996    | 2002    | Bernadette Malgorn             |                     |             |
| 2002    | 2006    | Bernard Hagelsteen             |                     |             |
| 2006    | 2007    | Pierre-René Lemas              |                     |             |
| 2007    | 2010    | Bernard Niquet                 |                     |             |
| 2010    | 2012    | Christian Galliard de Lavernée |                     |             |
| 2012    | 2015    | Nacer Meddah                   |                     |             |

## Identité visuelle
Le premier logo, adopté en 1986, représentait un hexagone, la France, d'où émergeait un arc-en-ciel. Chacune des couleurs de cet arc-en-ciel symbolisant un département lorrain, l'arc tourné vers l'est représentant la volonté d'ouverture de la région.
Le deuxième et dernier logo de la région a été commandé en 1993 par le Conseil régional de Lorraine à l'artiste nancéien CharlÉlie Couture. Il s'agit d'une version stylisée du blason de la Lorraine.

Premier logo, adopté en 1986.
Second logo, adopté en 1993.
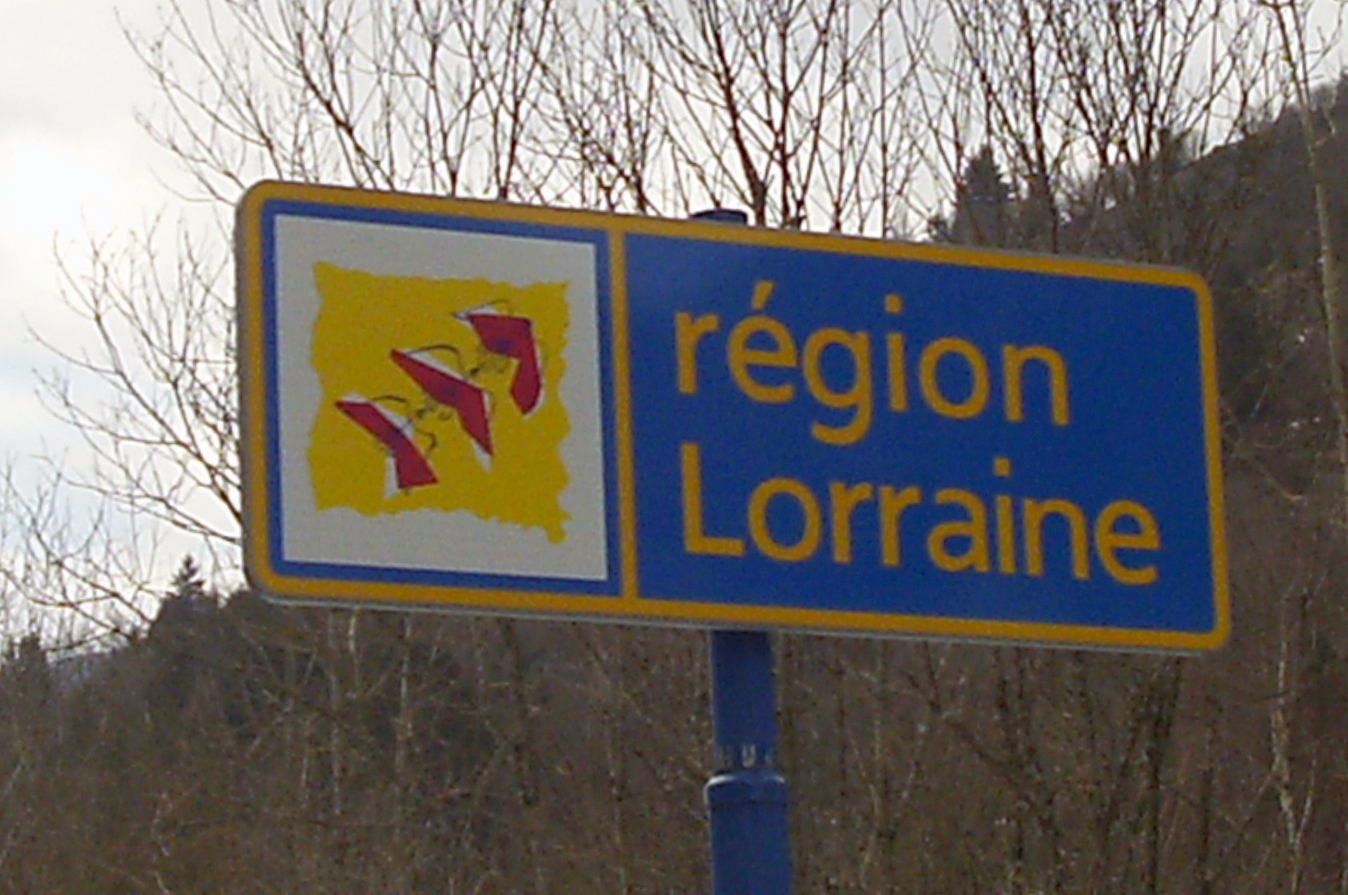
Panneau d'entrée de la région avec le dernier logo.